# 救世堂 (苏州)
救世堂位于江苏省苏州市养育巷349号（慕家花园口），是美南监理会在苏州创建的三个主要教堂之一（另外2座是宫巷的乐群社会堂和天赐庄（十梓街东端）的圣约翰堂。
救世堂的历史可追溯到1889年，最初设在申衙前，1924年迁移到养育巷。墙角基石上书写“前有禮堂，已逾廿稔，不敷應用，更謀推廣，購地鳩工，斯堂乃成”及“監理公會、救世堂、民國十三年五月”字样。
1959年，苏州基督教实行联合礼拜，将救世堂献出，改为新华书店仓库。2004年12月23日，被列为苏州市控制保护建筑。2010年，教会收回救世堂，按原貌修复后，到12月12日复堂。